# Bataille d'Am Zoer
 (septembre 2011).
Si vous disposez d'ouvrages ou d'articles de référence ou si vous connaissez des sites web de qualité traitant du thème abordé ici, merci de compléter l'article en donnant les références utiles à sa vérifiabilité et en les liant à la section « Notes et références ».
Guerre civile tchadienne
Batailles
- Adré
- Borota
- 1re N'Djaména
- Abou Goulem
- Massakory
- Massaguet
- 2de N'Djaména
- Am Zoer
- Am Dam
- Tamassi

La bataille d'Am Zoer est une bataille qui eut lieu du 17 au 18 juin 2008 à Am Zoer, durant la guerre civile tchadienne.

## Déroulement
a la sous préfecture d’Amzoer, Région du Wadi Fira chef-lieu Biltine

## Bilan
Bilan du gouvernement après la bataille d'Am-Zoer :
Côté « ennemi » :
Matériels récupérés :
- 61 Toyota ;
- 1 gros porteur transportant des anti aérien canon de 37 mm ;
- 1 gros porteur transportant vivres et munitions ;
- 1 mortier avec accessoires ;
- 3 canons de 107 mm ;
- 4 DCA de 14,5 mm ;
- 1 BM ;
- 3 BTM ;
- 3 canons SPJ ;
- Grande quantité  de munitions et de vivres

Matériels détruits :
- 17 Toyota
- 1 gros porteur transportant anti aérien canon 37 mm ;
- 5 gros porteurs transportant vivres et munitions ;
- 1 BM 21 mono tube ;
- 5 BTM ;
- 6DCA 14,5 mm ;
- 8 canons de 12,7 mm ;
- 23 prisonniers de guerre ;
- 161 tués.

Bilan définitif côté « ami »
- 4 morts et 52 blessés